# Grete Munk
Grete Munk, född 1928, död 1976, var en dansk politiker och feminist. Hon var ordförande för Dansk Kvindesamfund mellan 1971 och 1974.  Hon var borgmästare i Roskilde 1974–1976.